# چک دم‌سفید
چک دُم‌سفید (نام علمی: Saxicola leucurus) پرنده‌ای از سردهٔ چک در تیرهٔ مگس‌گیران در راستهٔ گنجشک‌سانان است.
این پرنده در بنگلادش، هند، میانمار، نپال و پاکستان یافت می‌شود.
چک دم سفید مقیم زیستگاه‌های تالابی مناسب است. آنها چمن‌زارها و مناطق مردابی با علف‌های بلند را دوست دارند. این پرندگان جابه‌جایی‌های کوتاهی نیز برای دسترسی به آب و احتمالاً برای جفت‌گیری انجام می‌دهند. چک دم‌سفید آشیانهٔ فنجانی شکل خود را روی زمین، در میان گیاهان می‌سازد.